# Helen McNicoll

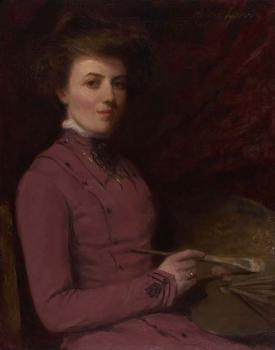
Selbstporträt, um 1900

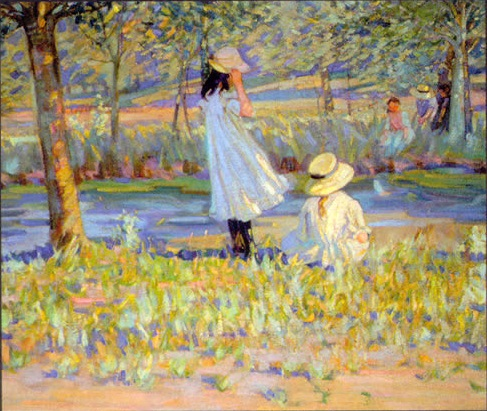
Watching the Boat

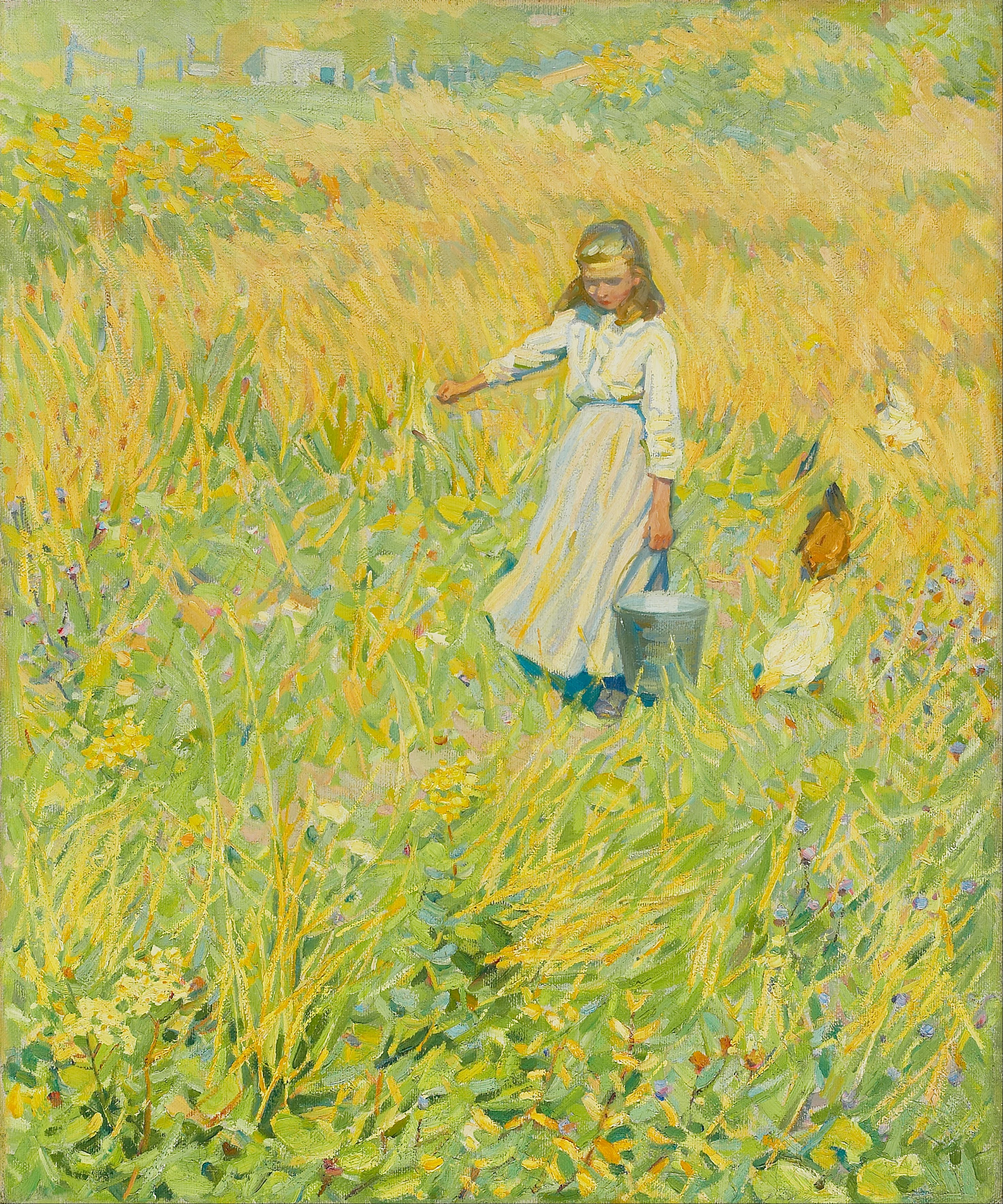
The Little Worker

Helen Galloway McNicoll (* 14. Dezember 1879 in Toronto, Ontario; † 27. Juni 1915 in Swanage, Dorset) war eine kanadische Malerin des Impressionismus.
Sie wird gemeinhin als eine der wichtigsten Künstlerinnen Kanadas gerechnet und spielte eine entscheidende Rolle in der Popularisierung der Kunstrichtung des Impressionismus im Land. 

## Leben
Helen McNicoll stammte aus einer angesehenen Familie aus Toronto. Durch eine Scharlach-Erkrankung in ihrer Kindheit war sie gehörlos. Trotz ihrer Behinderung besuchte McNicoll 1899 die Art Association of Montréal, um unter William Brymner (1855–1925) Kunstgeschichte zu studieren. Im Jahr 1902 zog sie nach England, um sich an der Londoner Slade School of Fine Art und später in St Ives (Cornwall) unter dem britischen Maler Algernon Talmadge († 1937) weiterzubilden. 
Mit ihren farbenfrohen Bildern, die häufig junge Frauen und Kinder in der Natur zeigen und mit kurzem Pinselstrich Licht und Stimmungen einfingen, trug sie wesentlich dazu bei, den Impressionismus in Kanada bekannt zu machen.
Helen McNicoll starb im Alter von 35 Jahren in ihrem Cottage in Swanage.
Ein Großteil ihrer Ölgemälde ist im Besitz kanadischer Kunstmuseen, darunter die Art Gallery of Ontario und das Musée national des beaux-arts du Québec. Einige Werke befinden sich in privaten Kunstsammlungen. Im Sommer 2019 zeigt die Kunsthalle München im Rahmen der Ausstellung In einem neuen Licht. Kanada und der Impressionismus ihre Bilder Im Zelt und Sonniger September.

## Auszeichnungen
- 1908 Jessie Dow-Preis
- 1913 Mitglied der Royal Society of British Artists
- 1914 Mitglied der Royal Canadian Academy of Arts
- 1914 Women's Art Society-Preis

## Werke (Auswahl)
- Picking Flowers, Öl auf Leinwand
- The Little Worker, Öl auf Leinwand
- In the Shadow of the Tree, Öl auf Leinwand
- Girl with Parasol, Öl auf Leinwand
- Montréal en hiver, Öl auf Leinwand
- Watching the Boat, Öl auf Leinwand